# Weimarizálódás
A weimarizálódás vagy weimarizáció a politológiában egy demokratikus, jogállami rendszer felbomlásának és diktatúrává válásának spontán folyamata, melynek során az állam elveszti erőszak-monopóliumát, és a szélsőséges politikai erők saját erőszakszervezeteket hoznak létre, amiket utcai harcokra és politikai gyilkosságokra használnak fel, ami a köztársaság intézményeinek meggyengüléséhez vezet. Az elnevezés az 1919-ben alakult Weimari Köztársaságra utal, amely a gazdasági világválság és az elvesztett első világháború utáni megalázó békeszerződés nyomása alatt végül a náci diktatúrába torkollt.
Magyarországon Antall József miniszterelnök részben a rendszerváltozást követő weimarizálódás fenyegetésétől tartva kötötte meg az MDF-SZDSZ paktumot, amely a konstruktív bizalmatlanság intézménye révén nehezen leválthatóvá tette a kormányt. Egyes politikusok a Magyar Gárda megalakulásában a weimarizálódás egyik jellegzetességét, a szélsőséges politikai erők által kontrollált erőszakszervezetek megalakulását látják.

## Lásd még
- Balkanizálódás
- Finlandizáció